# Macoupin megye
Macoupin megye az Amerikai Egyesült Államokban, azon belül Illinois államban található. Megyeszékhelye és legnagyobb városa Carlinville. Lakosainak száma 44 967 fő (2020. április 1.). Macoupin megye Sangamon, Madison, Montgomery, Morgan, Greene és Jersey megyékkel határos.

## Népesség
A megye népességének változása:
| Lakosok száma | 47 784 | 47 813 | 47 205 | 46 880 | 46 045 | 44 967 |
|               | 2010   | 2011   | 2012   | 2013   | 2015   | 2020   |